# Empresa noteira
Uma empresa noteira é uma empresa criadas com objetivo de operar fraude fiscal, principalmente através de emissão de notas fiscais falsas.